# STS-36
STS-36は、アメリカ航空宇宙局のスペースシャトルのミッションであり、アトランティスで、アメリカ国防総省の秘密のペイロード（Misty偵察衛星だと信じられている）を軌道に運んだ。STS-36は、34回目のスペースシャトルのミッションであり、アトランティスとしては6回目の飛行となった。また、スペースシャトル計画で夜間に打上げが行われたのは、4回目となった。1990年2月28日にケネディ宇宙センターから打ち上げられ、3月4日に着陸した。

## 乗組員
- 船長 - ジョン・クレイトン (2)
- 操縦手 - ジョン・キャスパー (1)
- ミッションスペシャリスト1 - マイク・マレーン（英語版） (3)
- ミッションスペシャリスト2 - デヴィッド・ヒルマーズ（英語版） (3)
- ミッションスペシャリスト3 - ピア・ツート（英語版） (1)

## ミッションの概要

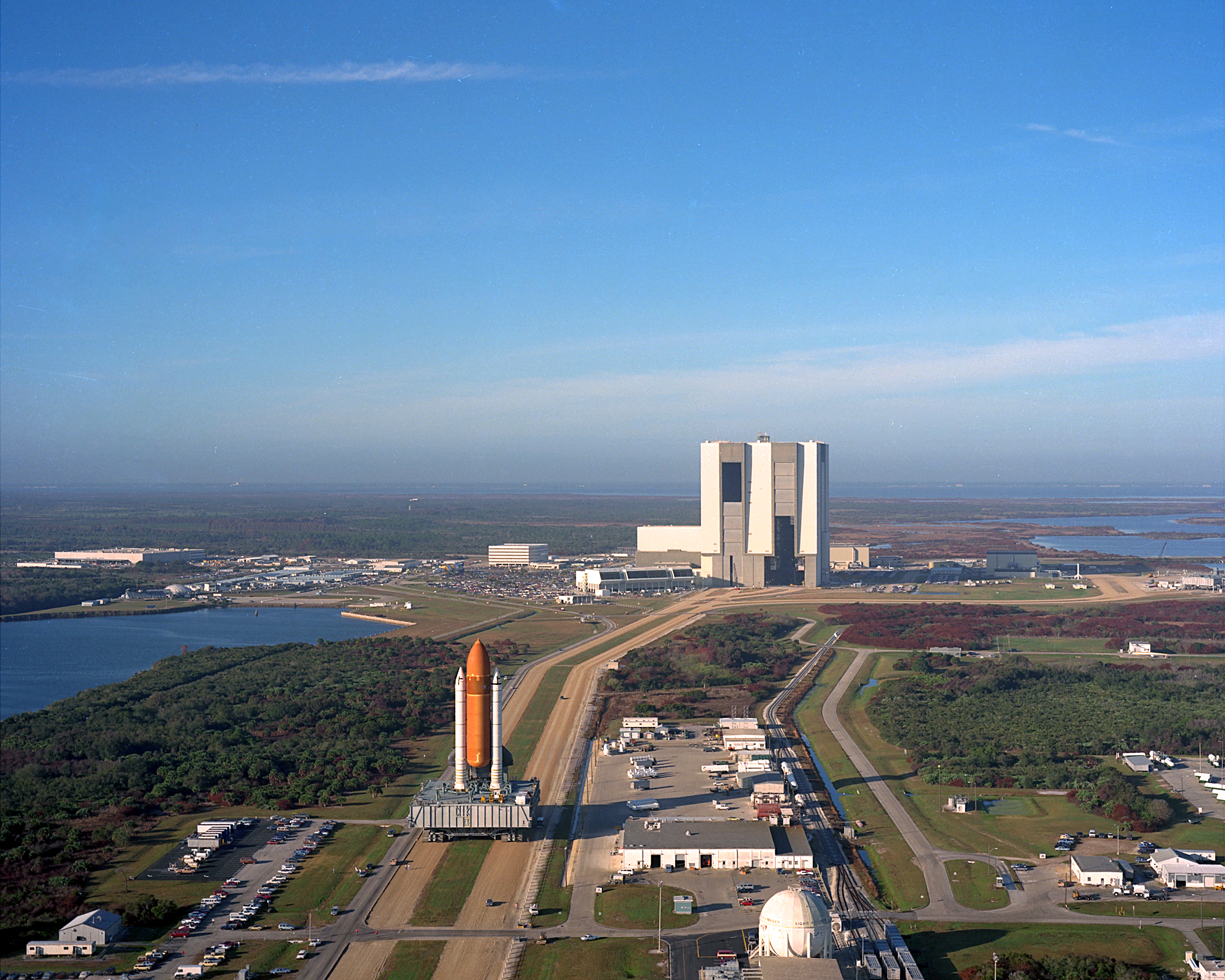
1990年1月25日に打上げの準備をされるアトランティス

アトランティスは、1990年2月28日2時50分22秒(EST)に打ち上げられた。打上げは、当初1990年2月22日に予定されていたが、船長の体調不良と悪天候のために何度か延期された。乗組員の体調不良によって有人宇宙ミッションが延期されたのは、1970年のアポロ13号以来のことだった。一度目の延期では、1990年2月25日に再設定されたが、コンピュータの不調によって再度延期された。再々設定された2月26日は、悪天候により延期された。成功した1990年2月28日の打上げは、00時00分から04時00分(EST)の間の秘密の打上げ窓の中で行われたものだった。このミッションの打上げ重量は、秘密とされている。
このミッションの打上げ軌道は特殊であり、軌道傾斜角は、62°に達した。このいわゆる「ドッグレッグ」軌道のため、アトランティスは、海面上に出た際に手動で方位角を変更する操作が行われた。この操作は、機体のパフォーマンスを低下させるものの、ケネディ宇宙センターから必要な展開軌道に到達するための唯一の手段だった（元々、打上げはヴァンデンバーグ空軍基地から行われる予定であったが、当地のスペースシャトル打上げ施設の計画は、1989年に棚上げされていた）。軌道は、ハッテラス岬、ケープコッドの近くやカナダの一部の上空を通り、陸地の上空を飛行することを禁止する飛行規則は一時停止された。このペイロードは、国家安全にとって重要であると考えられたので、通常の飛行規則が一時停止された。
アメリカ国防総省の運用によって、STS-36のペイロードは、公式には秘密のままとされた。STS-36は、1990-019B(USA-53)と呼ばれる1つの衛星だけを打ち上げたとされているが、展開の後、別の物体(1990-019C-G)も軌道上に現れたと報告されている。
USA-53は、全デジタル撮像システムを備えた改良型KH-11写真偵察衛星であったと言われている。KH-11は、大きさや形がハッブル宇宙望遠鏡に似ていたと考えられており、また同様の機器を備え、主鏡の直径も同程度であると考えられている。"Misty"と名付けられたUSA-53は、1990年10月及び11月には、アマチュア人工衛星観測者によってしばらくの間、追跡された。
アトランティスは、1990年3月4日10時08分(PST)にエドワーズ空軍基地の第23滑走路に着陸した。オービタのロールアウト距離は、2.41kmであった。アトランティスは、15時00分(PST)にMate Demate Deviceに牽引された。
スペースシャトルの熱防護タイルの約62個の窪みは、ミッションの後、デブリチームによって数えられた。その後、わずか1つのタイルだけ交換が必要であると公表された。

## ミッションの徽章
徽章に描かれた36個の星は、これまで行われたスペースシャトル計画の回数を象徴している。星はまた、アメリカ合衆国の国鳥である
ハクトウワシの背景となるアメリカ合衆国の国旗の一部を構成している。